# 아리노의 방
아리노의 방(일본어: 有ののへや, ありののへや)은 EMPOT내 인터넷 TV에 내장되어 있는 프로그램으로 인터넷 대전게임『팡야』을 다룬다. 주요 출연자는 요이코의 아리노 신야. 방에서 한 발짝도 나오지 않았다는 설정이 있다.
하지만 팡야가 등장하는 코너는 하나 뿐이며 프로그램 전체를 보자면 사회자인 아리노와 게스트인 아이돌과의 대담이 중심. 아리노 같은 매니악한 코너가 많으며 아리노가 생생한 모습을 보인다는 것도 특징. 아이돌의 소유물을 선물하는 코너에서는 팬에게 있어 참을 수 없는 걸작품이 등장하기도 한다. 또, 2007년 2월 1일부터 동영상 사이트「미란카」에 무료 재방송을 하고 있다.(현재는 종료).
스피커 소리는 좌우와 달라, 왼쪽에는 아리노의 방의 목소리, 오른쪽에는 스태프가 넣은 음약과 SE, 나레이션이 나온다.